# Малый Шпаков
Малый Шпаков (укр. Малий Шпаків) — село в Дядьковичской сельской общине Ровненского района Ровненской области Украины.
Население по переписи 2001 года составляло 659 человек. Почтовый индекс — 35362. Телефонный код — 362. Код КОАТУУ — 5624686701.